# 칭산구 (우한시)

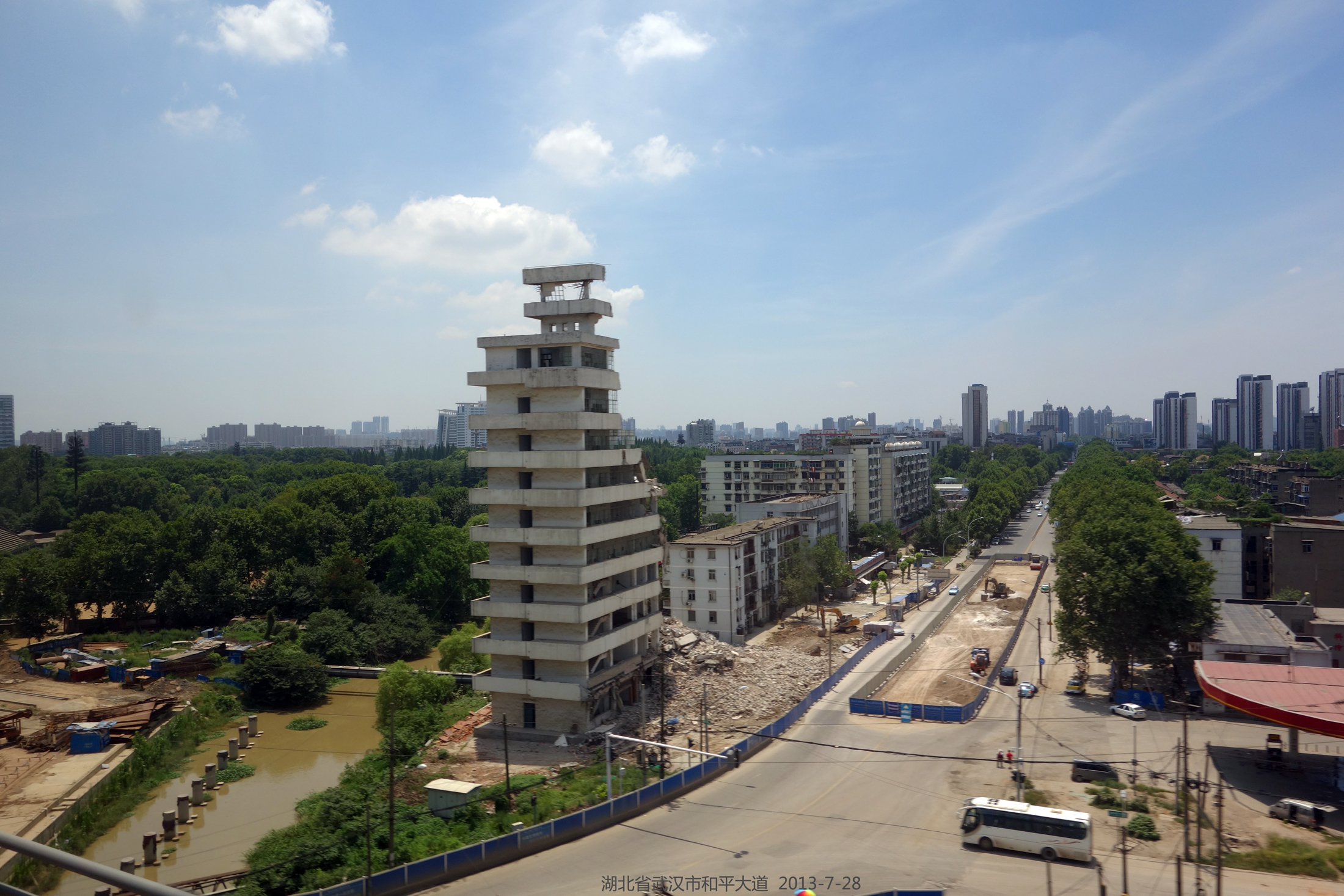

칭산구(한국어: 청산구, 중국어: 青山区, 병음: Qīngshān Qū)는 중화인민공화국 후베이성 우한시의 현급 행정구역이다. 넓이는 172km2이고, 인구는 2007년 기준으로 450,000명이다.

## 행정 구역
11개 가도를 관할한다.
- 가도: 红卫路街道, 冶金街道, 新沟桥街道, 红钢城街道, 工人村街道, 青山镇街道, 武东街道, 白玉山街道, 钢花村街道.八吉府街道,钢都花园街道

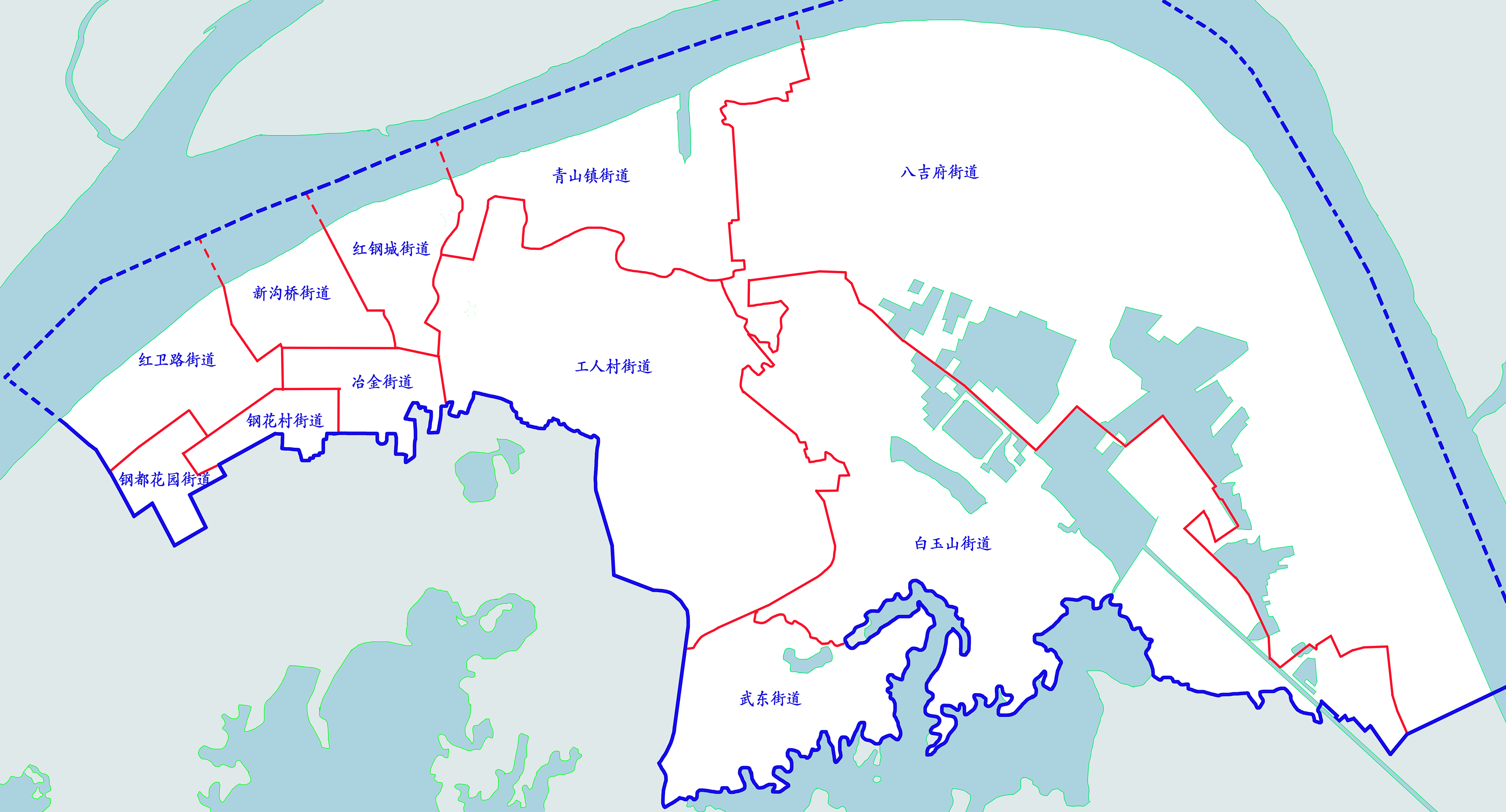
칭산구 행정구역